# Fédération belge de basket-ball
Ne doit pas être confondu avec Fédération royale belge de basket-ball.
La Fédération belge de basket-ball (Basketball Belgium ou BB), est une association belge de basket-ball, chargée de l'organisation des compétitions nationales, des équipes nationales et de la participation des clubs aux compétitions internationales.

## Histoire
Basketball Belgium a été fondée en 2018 pour remplacer la Fédération royale belge de basket-ball, dissoute en 2017. L'association compte trois membres, Basketball Flanders (BVL), l'Association Wallonie-Bruxelles de Basketbal (AWBB) et la Pro Basketball League (PBL). Au niveau international, Basketball Belgium représente la Belgique à la FIBA. Elle est membre du BOIC. Le président est alternativement administrateur de Basketball Flanders et administrateur de l'AWBB.
Basketball Belgium organise des compétitions nationales dans toutes les disciplines du basketball. Elle est responsable des équipes nationales et de la participation des clubs belges aux compétitions organisées par la FIBA.